# Марк Мінуцій Руф (консул 110 року до н. е.)
Марк Мінуцій Руф (лат. Marcus Minucius Rufus; II—I століття до н. е.) — політичний, державний та військовий діяч Римської республіки, консул 110 року до н. е.

## Біографія
Походив з патриціанського роду Мінуціїв, його гілки Руфів. Про молоді роки немає відомостей.
У 121 році до н. е. став народним трибуном. У 110 році до н. е. його було обрано консулом Спурієм Постумієм Альбіном. Отримав як провінцію Македонію. Під час своєї каденції і надалі протягом ще 4-х років успішно воював проти місцевих племен, які не підпорядковувались Римській республіці. Після повернення у 106 році до н. е. отримав від сенату тріумф. На честь цього збудував портик на Марсовому полі. З того часу про подальшу долю Марка Мінуція Руфа згадок немає. 